# Charles Marie Philibert de Saget
Pour les articles homonymes, voir Saget.
Charles Marie Philibert de Saget est un homme politique français né le 18 mai 1776 à Toulouse (Haute-Garonne) et décédé le 22 avril 1857 à Toulouse.

## Biographie
Charles de Saget est le fils de Joseph-Marie de Saget, directeur des travaux publics de la sénéchaussée de Toulouse, et d'Antoinette Pétronille Marquier de Fajac, le petit-fils de Jacques de Saget, avocat général au parlement de Toulouse, et l'arrière-petit-fils de Jean-Thomas Saget, capitoul pendant l'année 1700-1701 et trésorier général de France. Il est le frère de Louis Marie Joseph de Saget, (Toulouse, 19 mars 1778-Bordeaux, 14 avril 1840), avocat, avocat général près la Cour impériale de Bordeaux en 1811, avant de revenir au barreau en 1816 dont il est le bâtonnier en 1822, puis président de Chambre à la Cour royale de Bordeaux en 1825 avant de démissionner en 1830.
Il a été élève au collège de La Flèche. Après 1789, il a étudié les mathématiques et suivi des cours publics. Il est ensuite admis à la nouvelle École centrale des travaux publics fondée à Paris le 28 septembre 1794, à Paris, renommée presque aussitôt en École polytechnique le 1er septembre 1795. Il en sort pour passer quelques mois à l'École des mines puis y retourne avant d'en sortir définitivement à la fin de l'an VI (juin 1797). 
Il est revenu à Toulouse à sa sortie de l'École polytechnique. Il a demandé à l'administration municipale l'autorisation d'ouvrir un cours gratuit de calcul infinitésimal et de mécanique à l'école des arts de la ville. En l'an VII, il est réquisitionné quelques jours comme officier du génie pour s'opposer à l'insurrection royaliste. 
Charles de Saget est nommé professeur de physique et chimie à l'École centrale du Gers, le 22 frimaire an VIII (13 décembre 1799). Il est resté à Auch 18 mois puis a donné sa démission et s'est établi à Toulouse pour raison familiale.
Il s'est marié l'année précédente avec Gabrielle Dadvisard (1773-1845), fille d'Alexandre Dadvisard (1748-1817), marquis de Talairan, et de Victorine de Riquet (1749- ), fille d'Alexandre de Riquet (1748-1817), baron de Bonrepos. De cette union sont nés un fils et quatre filles.
Il va se consacrer essentiellement à des activités agricoles dans un domaine agricole dont il avait hérité de son oncle, en 1812, près de Castelsarrasin.
Il a été associé ordinaire de l'Académie des sciences, inscriptions et belles-lettres de Toulouse dès sa recréation en 1807 jusqu'à sa mort, membre de la Société d'agriculture de la Haute-Garonne.
Conseiller général du Tarn-et-Garonne, canton de Castelsarrasin, de 1819 à 1837, maire de Castelsarrasin de 1832 à 1834, il est député de Tarn-et-Garonne de 1837 à 1839, siégeant à droite avec les légitimistes. Député, il a soutenu le projet du canal latéral de la Garonne et voté sa réalisation en 1838.

## Distinction
- Chevalier de la Légion d'honneur, le 26 avril 1837.

## Publications
- Mémoires sur la distillation des eaux-de-vie[5].

## Sources
- « Charles Marie Philibert de Saget », dans Adolphe Robert et Gaston Cougny, Dictionnaire des parlementaires français, Edgar Bourloton, 1889-1891 [détail de l’édition]

- Ressources relatives à la vie publique :   - base Léonore
  - Base Sycomore